# أقنوم
الأقنوم ((بالسريانية: ܩܢܘܡܐ) باليونانية القديمة: ὑπόστᾰσις هيبوستاسيس)، في اللاهوت المسيحي، هي إحدى طبائع الله في الثالوث. الكلمة مشتقة من اللغة السريانية حيث لا يوجد نظير لها في العربية وقد تحمل عدة معاني منها «شخص» و«طبيعة» و«ذات» و«كيان» و«ماهية». «فالمسيح مثلا هو» أقنوم«هو إنسان وإله في الوقت نفسه، ابن لمريم العذراء وابن لله في الوقت نفسه».

## الفلسفة اليونانية القديمة
استخدم أرسطو الزائف الوذمة بمعنى المادة المادية.
يجادل أتباع الأفلاطونية الحديثة بأن تحت الظواهر السطحية التي تظهر نفسها لحواسنا توجد ثلاثة مبادئ روحية أعلى، أو أقانيم، كل واحدة أكثر سامية من السابقة. بالنسبة لأفلوطين، هذه هي الروح والعقل والواحد.

## اللاهوت المسيحي
مصطلح الأقنوم له أهمية خاصة في اللاهوت المسيحي، لا سيما في علم الثالوث المسيحي (دراسة الثالوث الأقدس)، وكذلك في علم المسيح (دراسة المسيح).

### أقنوم في الثالوث المسيحي
في علم الثالوث المسيحي (دراسة الثالوث الأقدس) ظهرت ثلاثة مفاهيم لاهوتية محددة عبر التاريخ، في إشارة إلى العدد والعلاقات المتبادلة للأقانيم الإلهية:
- يدافع مفهوم أحادي الطبيعة عن أن الله لديه أقنوم واحد فقط؛[10][11]
- يدافع مفهوم ثنائي الطبيعة عن أن الله لديه أقنومان (الأب والابن)؛[12]
- يدعو مفهوم ثلاثي الأقنوم إلى أن الله لديه ثلاثة أقانيم ( الآب والابن والروح القدس).[13] الغالبية العظمى من المسيحيين، بما في ذلك الكاثوليك والأرثوذكس الشرقيين والأرثوذكس المشرقيين ومعظم البروتستانت، يعتبرون أن عقيدة الثالوث مسيحية بشكل قاطع، وبالتالي يعتبرون الجماعات الأخرى التي تدعي أنها مسيحية ولكنها لا تلتزم بهذه العقيدة "غير مسيحية".

### أقنوم في كريستولوجيا
في علم المسيحية، ظهر مفهومان لاهوتيان محددان عبر التاريخ، في إشارة إلى أقنوم المسيح :
- يدعو مفهوم أحادي السبات (في كريستولوجيا) إلى أن المسيح لديه أقنوم واحد فقط؛
- يدعو مفهوم ثنائي الأنوار (في كريستولوجيا) إلى أن المسيح لديه أقنومان (إلهي وبشري).[14]

## المصدر
- الأقنوم | الأقانيم، St.Takla